# Robin Cayzer (3e baron Rotherwick)
 (novembre 2020).
(Herbert) Robin Cayzer, 3e baron Rotherwick (né le 12 mars 1954) est un propriétaire foncier britannique et un gestionnaire immobilier. Il est un homme politique conservateur, siégeant en tant que pair héréditaire à la Chambre des lords.

## Jeunesse
Robin Cayzer est né le 12 mars 1954. Il est le fils de Herbert Cayzer, 2e baron Rotherwick et de Sarah Jane Slade, des baronnets Slade. Il passe sa petite enfance à Bletchingdon Park, une maison de campagne palladienne de l'Oxfordshire. Quand il a 13 ans, la famille déménage à Cornbury Park, dans le même comté, où il vit toujours.
Il fréquente la Harrow School et l'Académie royale militaire de Sandhurst. Il poursuit ses études au Royal Agricultural College, Cirencester, où il obtient un diplôme en agriculture (GDA) en 1982.

## Carrière
Entre 1973 et 1976, Cayzer est capitaine des Life Guards et entre 1977 et 1983, de la Household Cavalry. Il travaille pour la Barings Bank de 1976 à 1978 et pour Bristol Helicopters de 1978 à 1980.
Pilote qualifié, il représente la Popular Flying Association en tant que membre du comité exécutif de 1997 à 2001, et en tant que vice-président de 1999 à 2001. Il est également président du General Aviation Awareness Council et directeur de la Light Aviation Association.
En 1996, il succède à la Pairie de son père et prend son siège à la chambre des lords de Grande-Bretagne en tant que conservateur. Lors de l'adoption de la House of Lords Act 1999, il est élu comme l'un des 92 pairs héréditaires à rester à leur siège. Ses domaines d'intérêt sont l'agriculture, les animaux, l'alimentation et les affaires rurales; aviation; la défense; l'énergie et l'environnement.
En 2005, il devient membre du Industry and Parliament Trust. Il appartient au groupe parlementaire transpartisan pour la moto. Il est également patron de l'Association nationale des motards handicapés.
Depuis 2004, il est membre du conseil d'administration de Cayzer Continuation PCC Ltd et depuis 2006, président non exécutif d'Air Touring Ltd. D'après son registre d'intérêts sur le site Web de la Chambre des Lords, il est administrateur de Cornbury Estates Company Limited et Cornbury Maintenance Company Ltd (toutes deux décrites comme des sociétés immobilières) et de Bygone Engineering. Cornbury Park a environ 5 000 acres de terre, dont une partie de l'ancienne forêt royale de Wychwood. Cayzer y a développé des business units pour la location et sponsorise depuis plusieurs années un festival de musique.

## Vie privée
Cayzer épouse Sara Jane McAlpine le 6 mars 1982 et ils divorcent en 1994. Ils ont trois enfants. Il se remarie à Tania Fox (la belle-sœur de Mark Carney) le 21 juin 2000.
Enfants de sa première femme:
- Harriette Cayzer (1986), elle épouse Frederick Turner en 2014. Ils ont deux enfants:
  - Isobel Turner (13 octobre 2016)
  - Alfred Turner (4 janvier 2019)
- Herbert Cayzer (10 juillet 1989), il épouse Allison Boynton le 22 août 2015. Ils ont un fils:
  - Herbert Robin Cayzer (13 octobre 2017)
- Henry Cayzer (1991), il épouse Delaney Ford le 31 août 2019.

Enfants de sa seconde épouse:
- August Cayzer (25 novembre 2000)
- Tommy Cayzer (2 mars 2003-avril 2003)

Lord Rotherwick devient baronnet Cayzer de Gartmore à la mort de son parent James Arthur Cayzer, 5e baronnet, le 27 février 2012.
Il est un cousin éloigné de la femme politique travailliste Stella Creasy par l'intermédiaire de son arrière-grand-père, l'homme politique conservateur Charles Cayzer (1er baronnet) (en) de son côté maternel,.